# Бойкот автобусных линий в Монтгомери
Бойкот автобусных линий в Монтгомери — мирная акция протеста чернокожих жителей американского города Монтгомери штата Алабама, выступавших за отмену дискриминационных мер в общественном транспорте. Противостояние продолжалось с 1 декабря 1955 года по 20 декабря 1956 года, завершившись решением Верховного суда США, который признал расовую сегрегацию в транспорте незаконной.
По законам города Монтгомери, чернокожие граждане не должны были занимать в автобусах первые четыре ряда «только для белых». Если все места «только для белых» были заняты, то сидящие чернокожие должны были уступить белым пассажирам свои места.
Мартин Лютер Кинг описывал проявления сегрегации в общественном транспорте южных штатов в 1955 году:

Среди водителей автобусов не было негров и, хотя некоторые белые водители были вежливы, слишком многие из них позволяли себе оскорбления и ругательства по отношению к неграм. Совершенно естественно было услышать в автобусе, как они кричали неграм: «Чёрные коровы», «ниггеры», «чёрные обезьяны». Нередко негры платили за проезд у входа, а затем были вынуждены сойти, чтобы снова сесть в автобус с задней площадки, и очень часто автобус уходил до того, как негр подходил к задней двери, увозя его плату за проезд… Негра заставляли стоять, хотя в автобусе были свободные места «только для белых». Даже если в автобусе не было белых пассажиров, а негров набивалось много, им не разрешалось садиться на первые четыре места. Но и это было ещё не всё. Если все места, предназначенные для белых, уже были ими заняты, а в автобус вошли новые белые пассажиры, негры, сидящие на нерезервированных местах, находящихся позади мест, предназначенных для белых, должны были встать и уступить им место. Если негр отказывался это сделать, его арестовывали. В большинстве случаев негры подчинялись этому правилу без возражения, хотя время от времени встречались такие, которые отказывались подчиниться этому унижению.

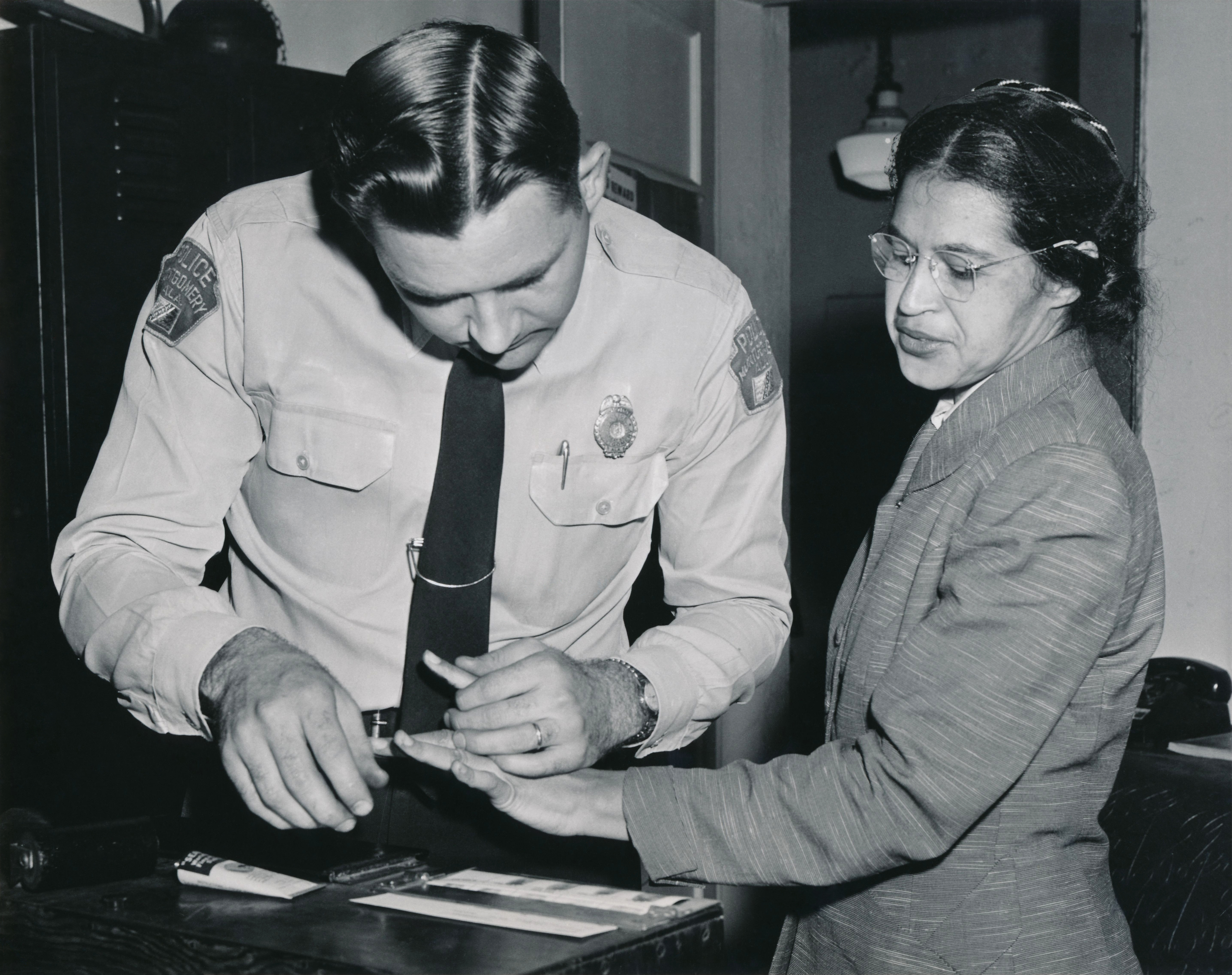
Снятие отпечатков пальцев у Розы Паркс после ареста

1 декабря 1955 года 42-летняя чернокожая швея из Алабамы Роза Паркс отказалась уступать место белому пассажиру-мужчине в Монтгомери. Она была арестована и приговорена к штрафу. При этом в том же году в Монтгомери в автобусах было арестовано пять женщин и двое детей, не включая чёрных мужчин, один чернокожий был застрелен водителем. По инициативе Мартина Лютера Кинга чернокожие жители города объявили бойкот общественному транспорту, чернокожие владельцы машин перевозили других людей. Афроамериканцы поддерживали бойкот 381 день, он получил название «Ходьба во имя свободы».
Автобусные компании несли значительные убытки, так как чернокожие составляли около 70 % всех пассажиров города. Первоначально городские власти пытались расколоть движения путём дезинформации в СМИ и дискредитации лидеров. Однако после неудач в этом направлении полиция начала преследовать активистов движения: чернокожие водители останавливались и подвергались арестам под надуманными предлогами. Затем в дома активистов стали поступать сообщения с угрозами от Ку-Клукс-Клана, в январе 1956 года в дом Кинга забросили бомбу. После этого власти применили «антибойкотный» закон от 1921 года, было арестовано около 100 активистов. Суды против активистов стали получать известность за пределами США.
После подачи иска от активистов в федеральный окружной суд было принято решение о незаконности сегрегации в автобусах. Прокуратура Монтгомери подала апелляцию в Верховный суд США, который оставил решение окружного суда в силе. В ту же ночь члены Ку-Клукс-Клана, прибывшие на 40 грузовиках, провели шествие с целью запугать жителей. 20 декабря 1956 года сегрегация городских автобусов в Монтгомери была отменена.
На это решение расисты ответили террором: автобусы подвергались обстрелам, в кварталах с чернокожими жителями взрывали бомбы, жители подвергались избиениям.